# Calamothespis rourei
Calamothespis rourei es una especie de mantis de la familia Toxoderidae.

## Distribución geográfica
Se encuentra en Chad.